# I Gijong
I Gijong (hangul: 이기영, RR: Lee Gi-yeong) (1965. november 15. –) dél-koreai nemzetközi labdarúgó-játékvezető.

## Pályafutása

### Nemzeti játékvezetés
Nemzeti labdarúgó-szövetségének megfelelő játékvezető bizottsága minősítése alapján lett az 1. Liga játékvezetője. A küldési gyakorlat szerint rendszeres 4. bírói szolgálatot is végzett. A nemzeti játékvezetéstől 2008-ban vonult vissza.

### Nemzetközi játékvezetés
A Dél-koreai labdarúgó-szövetség Játékvezető Bizottsága (JB) terjesztette fel nemzetközi játékvezetőnek, a Nemzetközi Labdarúgó-szövetség (FIFA) 2001-től tartotta nyilván bírói keretében. Az AFC JB besorolása szerint elit játékvezető. Több nemzetek közötti válogatott és AFC-bajnokok ligája klubmérkőzést vezetett, vagy működő társának 4. bíróként segített. A  nemzetközi játékvezetéstől 2008-ban búcsúzott.

#### Labdarúgó-világbajnokság
A világbajnoki döntőkhöz vezető úton Dél-Afrikába a XIX., a 2010-es labdarúgó-világbajnokságra a FIFA JB játékvezetőként alkalmazta. Selejtező mérkőzéseket az AFC zónában vezetett.

##### 2010-es labdarúgó-világbajnokság

###### Selejtező mérkőzés
| Időpont           | Helyszín                         | Mérkőzés típusa                   | Mérkőzés                     | Eredmény | Nézők száma |
| ----------------- | -------------------------------- | --------------------------------- | ---------------------------- | -------- | ----------- |
| 2007. október 28. | Shah Alam Stadion, Petaling Jaya | előselejtező (1. kör)             | Malajzia–Bahrein             | 0 – 0    | 2000        |
| 2008. február 6.  | Qaboos Sports Stadion, Maszkat   | előselejtező (3. kör; 2. csoport) | Omán–Bahrein                 | 0 – 1    | 28 000      |
| 2008. június 2.   | Azadi Stadion, Teherán           | előselejtező (3. kör; 5. csoport) | Irán–Egyesült Arab Emírségek | 0 – 0    | 50 000      |
| 2008. június 14.  | Jassim Bin HamadStadion, Doha    | előselejtező (4. csoport)         | Katar–Ausztrália             | 1 – 3    | 12 000      |

#### Ázsia-kupa
Első alkalommal négy nemzet, Indonézia, Malajzia, Thaiföld és Vietnám adott otthont a 14., a 2007-es Ázsia-kupa labdarúgótornának, ahol az AFC JB bíróként alkalmazta.

##### 2007-es Ázsia-kupa

###### Selejtező mérkőzés
| Időpont             | Helyszín                   | Mérkőzés típusa           | Mérkőzés             | Eredmény | Nézők száma |
| ------------------- | -------------------------- | ------------------------- | -------------------- | -------- | ----------- |
| 2006. szeptember 6. | Központi Stadion, Hongkong | előselejtező (F. csoport) | Hongkong–Üzbegisztán | 0 – 0    | 7608        |

###### Ázsia-kupa mérkőzés
| Időpont          | Helyszín                 | Mérkőzés típusa              | Mérkőzés      | Eredmény | Nézők száma |
| ---------------- | ------------------------ | ---------------------------- | ------------- | -------- | ----------- |
| 2007. július 12. | Nemzeti Stadion, Bangkok | csoportmérkőzés (7. csoport) | Omán–Thaiföld | 0 – 2    | 19 000      |

#### AFC Challenge Cup
Banglades rendezte  feltörekvő országok, a 2006-os AFC Challenge Cup labdarúgó tornát, ahol az AFC JB hivatalnokként vette igénybe szolgálatát.

##### 2006-os AFC Challenge Cup
| Időpont           | Helyszín                       | Mérkőzés típusa              | Mérkőzés              | Eredmény | Nézők száma |
| ----------------- | ------------------------------ | ---------------------------- | --------------------- | -------- | ----------- |
| 2004. április 1.  | M. A. Aziz Stadion, Csittagong | csoportmérkőzés (A. csoport) | Tajvan–Fülöp-szigetek | 1 – 0    | 4000        |
| 2004. április 3.  | M. A. Aziz Stadion, Csittagong | csoportmérkőzés (A. csoport) | Afganisztán–Tajvan    | 2 – 2    | 2500        |
| 2004. április 6.  | M. A. Aziz Stadion, Csittagong | csoportmérkőzés (B. csoport) | Srí Lanka–Nepál       | 1 – 1    | 2500        |
| 2004. április 12. | M. A. Aziz Stadion, Csittagong | egyik elődöntő               | Srí Lanka–Nepál       | 1 – 1    | 2500        |

#### Nemzetközi kupamérkőzések
Vezetett kupadöntők száma: 1.

##### Ázsia-kupa
| Időpont           | Helyszín                  | Mérkőzés típusa   | Mérkőzés                           | Eredmény | Nézők száma |
| ----------------- | ------------------------- | ----------------- | ---------------------------------- | -------- | ----------- |
| 2007. november 9. | Nemzetközi Stadion, Ammán | döntő 2. mérkőzés | Shabab Al-Ordon Club–Al-Faisaly SC | 1 – 1    | 7500        |